# Cal·lípides
Cal·lípides (en llatí Callippides, Καλλιππίδης) fou un actor tràgic atenenc que va viure en temps d'Alcibíades, segons Plutarc i Ateneu de Nàucratis.
Va ser especialment famós per imitar situacions de la vida real, però ho va portar a un punt que arribava a ser ridícul i va rebre el sobrenom de πίθηκος ("Pithecos", simi). Una comèdia d'Estratis titulada Καλλιπίδης (Callippides) segurament va ser escrita per ridiculitzar-lo com a actor, i sembla que Ciceró també va fer al·lusió a aquest personatge.